# Заощадження

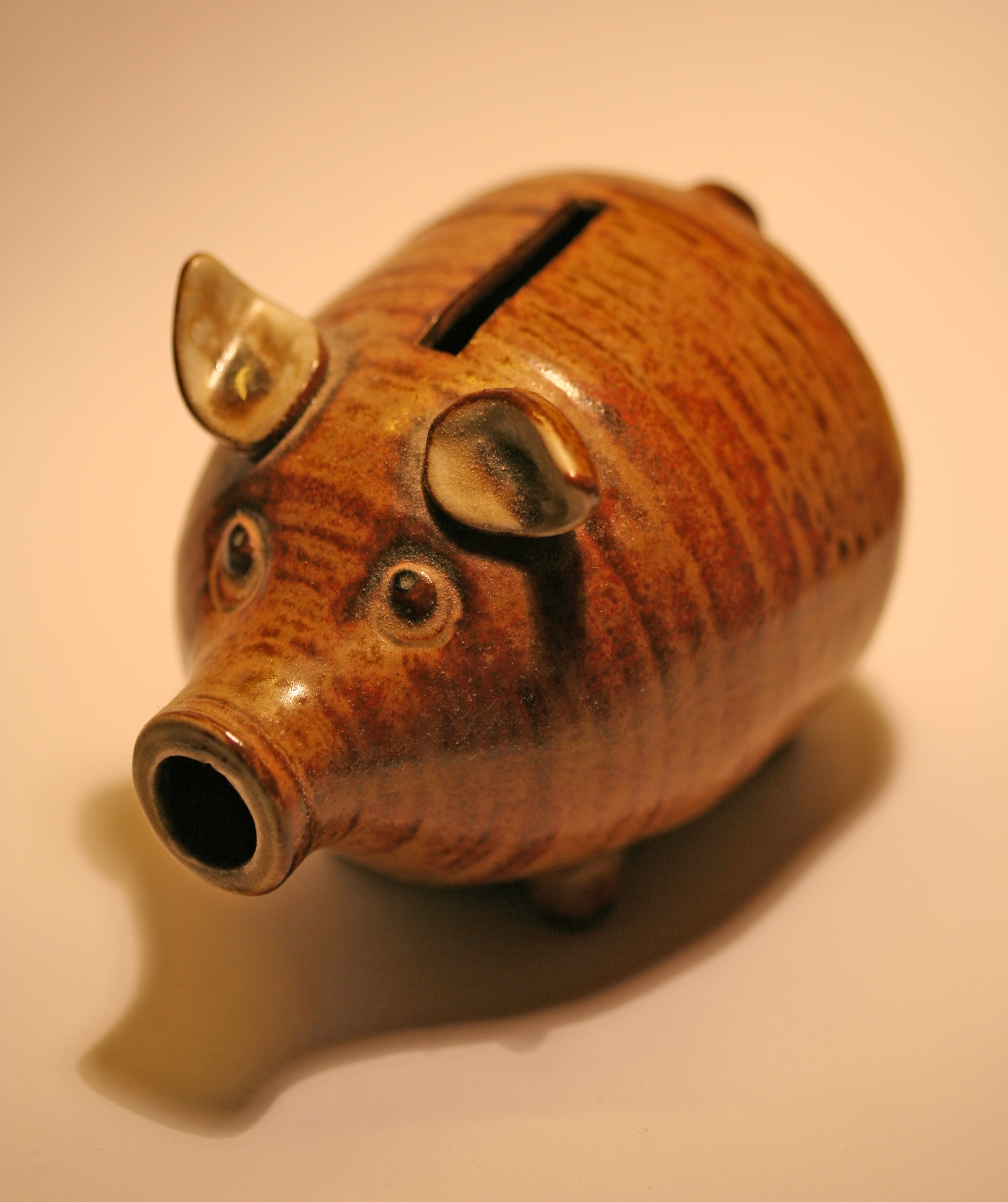
Скарбничка для заощаджень

Заоща́дження — грошові вклади фізичних осіб, населення в ощадні банки задля отримання відсотків.
Заощадження населення — сума грошового доходу, яка не використовується на поточне споживання і призначається для задоволення потреб у майбутньому. Є елементом особистої власності населення і надається банкам у вигляді кредиту, який є джерелом інвестицій.
Основним заощадником в економіці є домогосподарства, які зберігають певний відсоток використовуваного доходу. Заощадження домогосподарств називають особистими заощадженнями.
Відношення особистих заощаджень домогосподарств до валового внутрішнього продукту називають рівнем особистих заощаджень. Цей рівень неоднаковий навіть у розвинутих країнах світу. Якщо, наприклад, цей показник у США у 90-х роках становив менше 5 %, то в Італії — 18 %, а в Японії — 14 %. У більшості країн, що розвиваються, рівень особистих заощаджень дуже низький, що зумовлено невеликим використовуваним доходом.
Окрім домогосподарств, заощаджують також ділові підприємства (фірми). До заощаджень підприємств належать нерозподілений прибуток та амортизація.
Особисті заощадження разом із заощадженнями підприємств називають валовими приватними заощадженнями (заощадження приватного сектору економіки). Якщо із цих заощаджень вирахувати амортизацію, то отримаємо такий показник, як чисті приватні заощадження.
Відношення валових (чистих) приватних заощаджень до ВВП називають рівнем валових (чистих) приватних заощаджень.
Отже, в національній економіці є чотири заощадники — домогосподарства, ділові підприємства, держава та іноземці.

## Часова преференція
Економісти використовують визначення часової преференції для пояснення динаміки заощаджень.
«Позитивна часова преференція» або «висока часова преференція» означає, що споживач цінує споживання зараз вище, ніж споживання у майбутньому.
«Від'ємна часова преференція» або «низька» означає, що споживач готовий чекати заради більших переваг, які очікуються від споживання у майбутньому.

## Заощадження в макроекономіці
В макроекономіці розглядаються дві основні моделі заощаджень: класична і кейнсіанська.
Згідно класичної моделі, заощадження залежать від відсоткової ставки (ціни грошових коштів на фінансових ринках).
Згідно кейнсіанської моделі, рівень заощаджень визначається обсягом доходів домогосподарств. Кейнсіанська модель описується за допомогою кейнсіанської функції споживання і кейнсіанської функції заощадження.
Заощадження є джерелом інвестицій: тимчасово вільні кошти домогосподарств через фінансові ринки (посередника) стають позичковими коштами для фірм.